# Confraria (revista)
Revista Confraria  (ISSN 1808-6276) é um periódico bimestral brasileiro de arte, literatura e pensamento.
Criada em 2005 pelos escritores Márcio-André, Victor Paes e Ronaldo Ferrito, é editada nos formatos on-line e impresso — pela editora carioca Confraria do Vento, em parceria com a Universidade Federal do Rio de Janeiro.
Com média de 150.000 acessos únicos por edição, e reconhecida por órgãos oficiais (PUC, UFRJ, UERJ, Unicamp, Brown University, Universidade de Coimbra, Art Point France, New York University) como uma das revistas de literatura mais relevantes e lidas do Brasil, já colaboraram com o periódico, autores como Jean Baudrillard, Ferreira Gullar, Boaventura de Sousa Santos, Gerardo Mello Mourão, Eduardo Portella, Augusto de Campos, Silviano Santiago, Harold Bloom, Laurie Anderson, Emmanuel Carneiro Leão, Anna Bella Geiger, Waltércio Caldas, Serge Pey, Mathieu Bénézet, Stanley Cavell, Henri-Pierre Jeudy, João Gilberto Noll e Philip Glass. A edição impressa tem como colunistas os escritores Gonçalo M. Tavares, Luiz Costa Lima, Walter Hugo Mãe, Clóvis Bulcão e Carlos Felipe Moisés.
O periódico também publica textos raros ou inéditos de autores como Mallarmé, Ezra Pound, Ghérasim Luca, Paul Valéry, Guennádi Aigui, entrevistas exclusivas, artes plásticas, poesia sonora e música experimental.